# Sarayu Rao
Sarayu Rao (nacida el 7 de marzo de 1975), también conocida como Sarayu R. Blue, es una actriz estadounidense. Quizás sea más conocida por su papel recurrente de Angela en la comedia de Fox Sons of Tucson, así como de la Dra. Sydney Napur en Monday Mornings de David E. Kelley en TNT. También ha sido estrella invitada en varias series de televisión.

## Carrera en la actuación
El primer papel actoral notable de Rao se produjo en la película de 2007 Leones por corderos, coprotagonizada con Robert Redford, Tom Cruise y Meryl Streep. Ha tenido papeles invitados en numerosos programas de televisión, como Veep, Bones, The Big Bang Theory, HawthoRNe, NCIS: Los Angeles y Dos hombres y medio. En 2010, tuvo un papel recurrente como Angela en la comedia de Fox Sons of Tucson. El programa duró una temporada. En 2012, Sarayu fue elegida como la Dra. Sydney Napur, un personaje habitual del drama médico de David E. Kelley Monday Mornings (TNT). En 2018, la actriz se convirtió en la protagonista de la serie de televisión de NBC, I Feel Bad. Fue cancelada después de la temporada 1. En el mismo año, Rao formó pareja junto a John Cena en la comedia Blockers de Universal Pictures.

## Vida personal
Rao nació en Madison, Wisconsin, en una familia telugu de la India. Sus padres son Velcheru Narayana Rao y Nidadavolu Malathi, escritora de cuentos y artículos en telugu e inglés. Se casó con Jonathan Blue, director de desarrollo creativo de ReKon Productions. Rao asistió a West High School en Madison. Obtuvo su Máster en Bellas Artes en actuación en 2005 en el American Conservatory Theatre de San Francisco.

## Filmografía

### Películas
| Año  | Título                                     | Papel                            | Notas                  |
| ---- | ------------------------------------------ | -------------------------------- | ---------------------- |
| 2002 | Leela                                      | Mira                             |                        |
| 2007 | Leones por corderos                        | Recepcionista del senador Irving |                        |
| 2008 | My Best Friend's Girl                      | Delia                            | Película de televisión |
| 2010 | Nathan vs. Nurture                         | Padma                            | Película de televisión |
| 2011 | Outnumbered                                | Lisa Ruth                        | Película de televisión |
| 2011 | Good News, Oklahoma                        | Sissy                            | Cortometraje           |
| 2012 | ...Or Die                                  | Esposa de Riz                    | Cortometraje           |
| 2013 | Dealin' with Idiots                        | Padre del equipo contrario       |                        |
| 2018 | Khol (open)                                | Vidya                            | Cortometraje           |
| 2018 | Blockers                                   | Marcie Mannes                    |                        |
| 2020 | A todos los chicos: P.D. Todavía te quiero | Trina Rothschild                 | [ 8 ]                  |
| 2020 | Happiest Season                            | Carolyn McCoy                    |                        |
| 2021 | A todos los chicos: Para siempre           | Trina Rothschild                 |                        |
| 2022 | Hollywood Stargirl                         | Alex                             |                        |
| 2023 | A Million Miles Away                       | Kalpana Chawla                   |                        |

### Televisión
| Año     | Título                          | Papel                   | Notas                                                  |
| ------- | ------------------------------- | ----------------------- | ------------------------------------------------------ |
| 2005    | Bones                           | Reportera de TV         | Episodio: "The Man on Death Row"                       |
| 2006    | Related                         | Enfermera #1            | Episodio: "Here's a Balloon for You"                   |
| 2007    | Dirt                            | Farmacéutica asistente  | Episodio: "Pilot"                                      |
| 2007    | Side Order of Life              | Claire Philips          | Episodio: "What Price Truth?"                          |
| 2007    | The Big Bang Theory             | Lalita Gupta            | Episodio: "The Grasshopper Experiment"                 |
| 2008    | Unhitched                       | Doreep                  | Episodio: "Yorkshire Terrier Sucked Into the Internet" |
| 2008    | Untitled Liz Meriwether Project | Rupa                    | Episodio: "Pilot"                                      |
| 2009    | Life                            | Deepa                   | Episodio: "Hit Me Baby"                                |
| 2009    | Hawthorne                       | Lindsay Bernard         | Episodio: "Healing Time"                               |
| 2010    | Sons of Tucson                  | Angela                  | Recurrente                                             |
| 2010    | Outsourced                      | Vimi                    | Recurrente                                             |
| 2011    | Harry's Law                     | Tiffany                 | Episodio: "Pilot"                                      |
| 2011    | In Plain Sight                  | Sudha Kumar             | Episodio: "Kumar vs Kumar"                             |
| 2011    | Franklin and Bash               | Abha Jaya               | Episodio: "Big Fish"                                   |
| 2011    | Un-Natural Selection            | Kate                    | Serie de televisión                                    |
| 2011–14 | NCIS: Los Angeles               | Dra. Susan DePaul       | 3 episodios                                            |
| 2012    | Fairly Legal                    | Allison                 | Episodio: "Start Me Up"                                |
| 2013    | Monday Mornings                 | Dra. Sydney Napur       | Protagonista                                           |
| 2013    | The Bridge                      | Doctor                  | Episodio: "Take the Ride, Pay the Toll"                |
| 2014    | Agents of S.H.I.E.L.D.          | Dra. Jazuat             | Episodio: "T.A.H.I.T.I."                               |
| 2014    | Grey's Anatomy                  | Pam                     | Episodio: "You've Got to Hide Your Love Away"          |
| 2015    | Dos hombres y medio             | Emily                   | Episodio: "Don't Give a Monkey a Gun"                  |
| 2015    | Chasing Life                    | Dra. Lin                | Episodio: "The Ghost in You"                           |
| 2016    | The Real O'Neals                | Marcia Worthman         | Recurrente: temporada 1                                |
| 2016    | Veep                            | Dra. Mirpuri            | Episodio: "Mother"                                     |
| 2016    | Rizzoli & Isles                 | Iris Najafi             | Episodio: "There Be Ghosts"                            |
| 2016–17 | No Tomorrow                     | Kareema                 | Protagonista                                           |
| 2018    | Wisdom of the Crowd             | Abogada defensora Quinn | Episodio: "The Tipping Point"                          |
| 2018    | Station 19                      | Audrey                  | Episodio: "Hot Box"                                    |
| 2018    | I Feel Bad                      | Emet                    | Protagonista                                           |
| 2019–20 | The Unicorn                     | Anna                    | Recurrente: temporada 1                                |
| 2020    | Medical Police                  | Sloane McIntyre         | Recurrente                                             |
| 2020    | Mira, la detective del reino    | Varios personajes (voz) | 2 episodios                                            |
| 2020    | The Rocketeer                   | Varios personajes (voz) | 3 episodios                                            |
| 2021    | Dug Days                        | Bird (voz)              | Episodio: "Science"                                    |
| 2021    | The Shrink Next Door            | Miriam                  | Recurrente                                             |
| 2022    | Yo nunca                        | Rhyah                   | Recurrente: temporada 3                                |
| 2023    | History of the World, Part II   | Editora                 | Episodio 1                                             |
| 2023    | Velma                           | Diya Dinkley (voz)      | Recurrente; Credited as Sarayu Blue                    |
| —       | Expats                          | Hilary Starr            | Protagonista                                           |